# Antiphilus (veldheer)
Antiphilus (Oudgrieks: Ἀντίφιλος / Antíphilos; 4e eeuw v.Chr.) was een Atheense veldheer tijdens de Lamische Oorlog (323–322 v.Chr.) tegen Macedonië.
Antiphilus werd na de dood van Leosthenes tijdens de belegering van Lamia in de herfst van 323 v.Chr. tot nieuwe bevelhebber van de Attische hoplieten (strategos) en daarmee tot opperbevelhebber van het verenigde leger van de Hellenen in de strijd tegen Macedonië benoemd. Hij hief toen hij vernam dat een ontzettingsleger onder leiding van de Macedonische veldheer Leonnatus onderweg nam de belegering van Lamia op en behaalde vervolgens in Zuid-Thessalië een overwinning op Leonnatus. In de slag bij Crannon (augustus 322 v.Chr.) werd hij evenwel door Antipater verslagen. Met de voorafgaande nederlaag van de Attische vloot in de zeeslag bij Amorgus werd daarmee de nederlaag van de geallieerde Grieken bezegeld. Namens de alliantie had Antiphilus tezamen met zijn aanvoerder van de ruiterij Menon van Pharsalus een verzoek om vrede aan de zegerijke Antipater gestuurd, die hen echter terugstuurde.
Na 322 v.Chr. wordt Antiphilus niet meer vermeld in de antieke bronnen.

## Antieke bronnen
- Ploutarchos, Phokion 24–26.
- Diodoros Sikeliotes, Bibliotheca Historica XVIII 13.6, 15.7, 17.1–5.